# Wullbrandt + Seele
Wullbrandt + Seele, früher Wullbrandt & Seele, ist ein Unternehmen aus Braunschweig, das im Jahr 1550 gegründet wurde. Es ist damit der älteste noch bestehende Gewerbebetrieb der Stadt. Mittlerweile hat es mehrere Zweigniederlassungen in Niedersachsen und Sachsen-Anhalt.

## Geschichte
Der Braunschweiger Bürger und Kaufmann Hans Woltmann († 1580) gründete 1550, zu einem Zeitpunkt, als die Stadt Mitglied der Hanse war, einen „Gewürz- und Kramhandel“ in der Küchenstraße 3, im Weichbild Neustadt. Woltmann entstammte wahrscheinlich derselben Familie, die zwischen 1437 und 1498 mehrere Ratsherren der Neustadt stellte, nämlich Evert, Hinrik, Ludeke und Tile Woltmann.
Das Unternehmen wurde bis 1763 von der Familie Woltmann geleitet. Söhne der Familie wurden dafür nach Hamburg oder nach Nürnberg geschickt, wo sie eine kaufmännische Ausbildung erhielten, um dann in Braunschweig die Firma fortführen zu können. 1771 übernahm, da sich innerhalb der Familie kein Nachfolger fand, der damalige Ladendiener Johann Christian Wullbrandt aus Fallersleben das Geschäft, das sich zu diesem Zeitpunkt auf den Eisenhandel spezialisiert hatte. Gemeinsam mit seiner Frau Elisabeth Knust wurde Wullbrandt 1772 in die Braunschweiger Krämergilde aufgenommen. 1791 erhielt Wullbrandt eine herzogliche Konzession für den Handel mit Eisen.
Nach dem Tode Johann Christian Wullbrandts im Jahr 1809 übernahm dessen unverheirateter Sohn Christian Georg Wullbrandt das Geschäft und nahm gleichzeitig seinen Schwager Johann Friedrich Seele als Teilhaber in das Unternehmen auf. Ab Oktober 1809 firmierte das Unternehmen unter „Wullbrandt & Seele“. In der Folge entwickelte sich die Firma zur führenden Eisengroßhandlung in Norddeutschland.
Später leitete Friedrich Seele, Adoptivsohn Johann Friedrich Seeles, das Geschäft. Er erweiterte den Betrieb und gründete 1853 zusammen mit Christian Pommer, Wilhelm Hasenbalg und Lorenz Schöttler die „Maschinen- und Wagenbauanstalt Friedrich Seele & Co.“, aus der am 1. April 1870 die Braunschweigische Maschinenbauanstalt (BMA) hervorging. Ab 1881 leitete sein Sohn Friedrich Franz Seele das Unternehmen als Alleininhaber.
Seit 1937 war das Unternehmen eine Kommanditgesellschaft, die von Gustav Heibey, dem Schwiegersohn von Friedrich Seele, als persönlich haftendem Gesellschafter übernommen wurde. Gegen Ende des Zweiten Weltkriegs wurden die Geschäftshäuser durch Luftangriffe auf die Braunschweiger Innenstadt zerstört. Das alte Achtermannsche Patrizierhaus an der Reichsstraße 3 wurde in den Jahren 1947 bis 1949 wiedererrichtet und diente als Sitz der Hauptverwaltung des Unternehmens.
Im Jahr 1989 kaufte die Thyssen Handelsunion aus Düsseldorf die Gesellschaftsanteile der Wullbrandt + Seele KG auf. 1998 entstanden zwei getrennte Geschäftsbereiche, die Wullbrandt + Seele Bautechnik, Verkaufsbereich der Schulte GmbH & Co. KG in Essen mit einer Zweigniederlassung in Braunschweig und die Wullbrandt + Seele Werkstoffe, Verkaufsbereich der Thyssen Schulte Werkstoffe in Düsseldorf. Im Jahr 2000 feierte Wullbrandt + Seele sein 450-jähriges Bestehen in Braunschweig. Seit 2007 gehört das Unternehmen der Heinrich-Schmidt-Gruppe aus Mönchengladbach an.

## Unternehmen
Das Unternehmen Wullbrandt + Seele ist an elf Standorten tätig und besitzt dort sieben Lager für Selbstabholer des Fachhandwerks und fünf Ausstellungshäuser in Hannover, Halberstadt, Magdeburg, Peine und Braunschweig mit Badinspirationen. Unter den rund 112 Mitarbeitern befinden sich 12 Auszubildende. Die angebotenen Artikel sind in die sechs Sortimentgruppen „Sanitär“, „Heizung“, „Klima und Lüftung“, „Elektroinstallation“, „Innovative Haustechnik“ und „Industriebedarf“ gegliedert. Des Weiteren bietet das Unternehmen seine Produkte auch im Internet über die „HS-Online“ an, eine 24 h Online-Filiale der Heinrich-Schmidt-Gruppe.